# 377 Dywizja Piechoty (III Rzesza)
377 Dywizja Piechoty (niem. 377. Infanterie-Division) – niemiecka dywizja z czasów II wojny światowej, sformowana w rejonie Le Mans na mocy rozkazu z 31 marca 1942, w 19. fali mobilizacyjnej przez IX Okręg Wojskowy.

## Struktura organizacyjna
- Struktura organizacyjna w marcu 1942 roku:

768., 769. i 770. pułk piechoty, 377. pułk artylerii, 377. batalion pionierów, 377. oddział przeciwpancerny, 377. oddział łączności;

## Dowódcy dywizji
- Generalmajor Erich Bäßler 1 IV 1942 – 15 XII 1942;
- Generalleutnant Adolf Lechner 15 XII 1942 – 29 I 1943;
- Generalleutnant Adolf Sinzinger 29 I 1943 – 25 II 1943;